# La Porteuse de pain (película de 1950)
La Porteuse de pain (en italiano: La portatrice di pane) es una película dramática histórica franco-italiana de 1950 dirigida por Maurice Cloche y protagonizada por Vivi Gioi, Philippe Lemaire y Jean Tissier. Es una adaptación de la novela La Porteuse de pain de Xavier de Montépin. Se realizó en los estudios Cinecittà de Roma.

## Argumento
Francia, 1860. En Alfortville, ciudad cercana a París, el Ing. Labroue ha fundado un taller mecánico donde se explotan sus inventos. El ingeniero es asistido en su trabajo por el ingeniero jefe Jacques Garaud, inteligente y ambicioso. Jacques Garaud siente un amor no correspondido por Jeanne Fortier, una joven viuda portera del taller; Jeanne es madre de dos hijos: Georges, que vive con su madre, y Lucie, confiada a una enfermera. Jeanne, sorprendida por el Ing. Labroue encendiendo una lámpara de aceite, operación prohibida por el riesgo de incendios, es despedida. Jacques Garaud planea enriquecerse robando los planos de una nueva máquina diseñada por el Ing. Labroué. Sorprendido por su amo durante el robo, Jacques lo mata, prende fuego al taller, hace creer que el fuego fue iniciado por Jeanne y que él mismo murió carbonizado. Jeanne es sentenciada a cadena perpetua y separada de sus hijos.
En 1880 Jeanne escapa y se va a París, donde trabajará como vendedora de pan y se hace llamar Lise Perrin. Mientras tanto, sus dos hijos también están en París, pero ambos ignoran su verdadera identidad: Georges, adoptado por el pintor Castel, se ha convertido en abogado, y Lucie es costurera. También está en París Jacques Garaud que, tras asumir la identidad de Paul Harmant y enviudar de una rica americana, es ahora propietario de una fábrica dirigida por Lucien Labroue, el hijo del Ing. Labroue asesinado en su momento por Garaud. Garaud/Harmant tiene una hija, Marie, que está enamorada del joven Lucien Labroue. Georges reconstruye el caso legal de su madre. Jacques Garaud es desenmascarado, su hija Marie, que sufre una cardiopatía, muere de pena, Jeanne finalmente se reencuentra con sus hijos, y Lucie se casará con Lucien Labroue.

## Reparto
- Vivi Gioi como Jeanne Fortier / Lise Perrin.
- Carlo Ninchi como Jacques Garaud / Paul Harmant.
- Jean Tissier como Ovide Soliveau.
- Nerio Bernardi como Étienne Castel.
- Irene Genna como Marie Harmant (como Irène Genna).
- Jacky Flynt como Amanda.
- Nicole Francis como Lucie Fortier.
- Philippe Lemaire como Lucien Labroue.
- Gabriel Cattand como Georges Darier / Georges Fortier.
- Aristide Baghetti como Párroco de Chevry.
- Giovanna Galletti como Madame Augustine (como Gianna Galletti).
- Giulio Battiferri como Jules Labroue.
- Wanda Capodaglio como Esposa del prefecto (como Vanda Capodaglio).
- Franco Pesce como Anciano vendedor de pan (no acreditado).
- Georgette Tissier como Posadera (no acreditada).